# Односи Србије и Аустрије
Односи Србије и Аустрије су инострани односи Републике Србије и Републике Аустрије.

## Историја односа

### Раздобље аустријско-турских ратова
Четири велика рата је водила Аустрија са Турском на тлу Србије 1688−1690, 1716−1718, 1737−1738, и четврти крајем 18. века.

### Односи Србије и Аустроугарске
Априла 1884. аустроугарски престолонаследник Рудолф са женом надвојводкињом Штефанијом је посетио краља Милана и краљицу Наталију у Београду.
Први нововековни Краљ Србије Милан Обреновић је умро у Бечу 1901.

#### Први светски рат
Аустроугарска је објавила рат Краљевини Србији 28. јула 1914.

### Односи Југославије и Аустрије
Многи Срби и други грађани Југославије одлазили су на студију у Аустрију између два светска рата, пре свега на студије медицине и ветерине.
У Бечу један парк носи име по Дијани Будисављевић.

## Билатерални односи
Дипломатски односи са Аустријом су успостављени 1874. године.
Аустрија је гласала за пријем Косова у УНЕСКО приликом гласања 2015.

### Економски односи
- У 2020. години укупна робна размена износила је 1,21 милијарде долара. Од тога извоз Србије био је 544 милиона УСД, а увоз 667 милиона.
- У 2019. размењено је укупно роба у вредности од 1,38 милијарди УСД. Извоз из наше земље износио је 635 милиона долара, а увоз 754 милиона.
- У 2018. години робна размена износила је 1,24 милијарде долара. Од тога извоз из РС вредео је 521 милион УСД, а увоз 720 милиона.[5][6]

### Дипломатски представници

#### У Београду
- Кристјан Ебна, амбасадор, 2022. -
- Карин Траунмилер, отправница послова, 2022.
- Николаус Лутероти, амбасадор, 2018. - 2022.
- Јоханес Ајгнер, амбасадор, 2012. - 2017.
- Клеменс Која, амбасадор, 2008—2012.
- Герхард Јандл, амбасадор, 2005. - 2008.
- Ханес Пориас, амбасадор, 2001. - 2005.
- Вернер Алмхофер, отпр. послова, 1999. - 2001.
- Волфганг Петрич,амбасадор, 1997. - 1999.
- Михел Венингер, отпрвник послова, 1993. - 1997.
- Валтер Зигл, амбасадор, 1991. - 1992.
- Паул Лајфер, амбасадор, 1985. - 1991.
- Хелмут Лидерман, амбасадор, 1977. - 1981.
- Александар Ото, амбасадор, 1972. - 1977.
- Валтер Пајнзип, амбасадор, 1968. - 1972.
- Карл Хартл, амбасадор, 1963. - 1968.
- Валтер Водак, амбасадор, 1953. - 1959.
- Карл Брауниас, амбасадор, 1949. - 1952.
- Валтер Конрад-Ајбесфелд, амбасадор, 1947. - 1949.
- Лотар Вимер, 1937. - 1938.
- Хајнрих Шмид, 1935. - 1937.
- Херман Поленис, 1928. - 1935.
- Максимилијан фон Хофингер, отправник послова а касније и посланик, 1919. - 1928.
- Барон Владимир Гизл фон Гизлинген, 1913. - 1914.
- Штерпан Угрон, 1911. - 1913.
- Јанош Форгач, 1907. - 1911.
- Мориц Чичан фон Валборн, посланик, 1905. - 1907.
- Константин Думба, 1903. - 1905.
- Карл Хајдлер фон Егерега и Зигерштајна, 1900. - 1903.
- Франц Шисл фон Пертсторф, 1895. - 1899.
- Густав фон Темел, 1889. - 1895.
- Ладислаус Хенгелмилер фон Хенгервар, 1887. - 1889.
- Рудолф фон Кевенхилер-Меч, посланик, 1881. - 1886.
- Барон Херберт Раткеал, министар резидент, 1878. - 1881.
- Николаус фон Вреде, 1875. - 1878.
- Бенјамин Калај, генерални конзул, 1868. - 1875.
- /  Август Ленк фон Волфсберг, генерални конзул, 1866. - 1868.
- Херман Гедел-Ланоа, генерални конзул, 1864. - 1866.
- Рудолф Боровицка, ген. конзул, 1859. -
- Теодор Радосављевић, ген. конзул, 1850. - 1859.
- Фердинанд Мајерхофер, ген. конзул 1844. - 1849.
- Димитрије Атанацковић, конзул, 1839. - 1843.
- Потпуковник Никола Филиповић, конзул, 1838. - 1839.
- Антоније Михановић, конзул, 1836. - 1838.

#### У Бечу
- Небојша Родић, амбасадор, 2018. -
- Перо Јанковић, амбасадор, 2013. - 2018.
- Горан Брадић, отправник послова, 2013.
- Милован Божиновић, амбасадор, 2009. - 2012.
- /  Драган Великић, амбасадор, 2005. - 2009.
- /  Михајло Ковач, амбасадор, 2001. - 2005.
- Радош Смиљковић, амбасадор
- Добросав Веизовић,отпр. послова, - 1996. а потом и амбасадор, 1996. -
- Борислав Косановић, отпр. послова
- Иван Брнелић, амбасадор, 1990. - 1991.
- Милош Крстић, амбасадор, 1985. - 1990.
- Милорад Пешић, амбасадор, 1981. - 1985.
- Новак Прибићевић, амбасадор, 1977. - 1981.
- Густав Влахов, амбасадор, 1973. - 1977.
- Митја Вошњак, амбасадор, 1969. - 1973.
- Лазар Мојсов, амбасадор, 1967. - 1969.
- Вјекослав Прпић, амбасадор, 1963. - 1967.
- Иво Сарајчић, амбасадор, 1960. - 1963.
- Јоже Земљак, амбасадор, 1957. - 1960.
- Радивој Увалић, амбасадор, 1956. - 1957.
- Драгомир Вучинић, посланик а затим и амбасадор, 1953. - 1955.
- Виктор Репич, представник а потом и посланик, 1949. - 1953.
- Јакоб Авшич, представник, 1947. - 1949.
- Бранко Лазаревић, посланик, 1937. - 1938.
- Милан Константиновић, отправник послова
- Ђорђе Настасијевић, посланик, 1933. - 1937.
- Грга Будислав Анђелиновић, посланик, 1930. - 1933.
- Богољуб Јевтић, 1928. - 1929.
- Милан Ђ. Милојевић, посланик 1924. - 1927. и 1929. - 1930.
- Тихомир Поповић, посланик, 1922. - 1923.
- С. Рашић, отправник послова
- Константин Фотић, привремени отпр. послова, 1920. -
- Јосип Погачник, посланик, март 1919. - новембар 1919.
- Јован М. Јовановић Пижон, 1912. - 1914.
- Ђорђе Симић, посланик, 1906. - 1912.
- Михаило Вујић, посланик, 1903. -
- Коста Христић, 1900. - 1903.
- Милан Михаиловић, 1897. - 1900.
- Ђорђе Симић, посланик, 1890. - 1894. и 1894. - 1896. (1894. накратко обављао дужност председника Владе Србије)
- Ђорђе Барловац, отпр. послова, 1894.
- Милан Петронијевић, посланик, 1889. - 1890.
- Милан Богићевић,посланик, 1884. - 1888.
- Милутин Гарашанин, посланик, 1883. - 1884.
- /  Филип Христић, посланик, 1880. - 1883.
- Коста Цукић, дипломатски представник, 1874. - 1878. а потом и посланик, 1878. - 1879.